# Засушливое лето
Засушливое лето (тур. Susuz Yaz) — турецкий фильм режиссёра Метина Эрксана с элементами психологической драмы.
Этот фильм стал кинодебютом для Хюльи Кочюгит, которая впоследствии стала одной из самых востребованных и известных актрис турецкого кино.

## Сюжет
Фильм происходит в одной из деревень в провинции Измир. Осман решил запрудить свою собственность весной, потому что он знает, что лето будет слишком засушливым, чтобы поддержать всех фермеров, которые полагаются на воду. Его младший брат Хасан призывает его не запрудить весну, но неохотно идёт вместе с ним. Фермеры в ярости от него. Они инициируют правовой спор. Осману приказано держать пружину открытой, пока спор не разрешится, но он не подчиняется этому приказу. Хасан из-за жалости к соседям иногда открывает плотину, но Осман быстро закрывает её.
Тем временем Хасан ухаживает и женится на молодой девушке по имени Бахар. В первую брачную ночь Осман врывается в их спальню и приказывает её развестись, когда она народит 10 детей. Хасан должен поставить комод перед окном, чтобы заблокировать своего пьяного брата. Осман находит трещину в стене и наблюдает за завершением.
Один из фермеров убивает собаку Османа, побуждая братьев следить ночью, чтобы предотвратить дальнейшее насилие. Той ночью два фермера взрывают дамбу. Осман и Хасан преследуют диверсантов. Он делает несколько выстрелов, убивая одного из фермеров. Он убеждает Хасана, что он берёт на себя вину за убийство, утверждая, что Хасан намного моложе и получит более лёгкое наказание.
Хасан приговорён к 24 годам, что сокращено до 8, потому что он был спровоцирован. Осман использует своё отсутствие для продвижения на Бахар. Он уничтожает письма Хасана, чтобы он выглядел так, как будто он забыл её. Когда заключённого убивают в той же тюрьме, что и её муж, Бахар приходит в замешательство. Она бежит с фермы и возвращается к матери. Осман убеждает её вернуться, объяснив, что, как вдова Хасана, ей принадлежит половина всего.
Хасан не умер, и он в конечном итоге помилован. По дороге домой из тюрьмы он узнаёт, как Осман обманул её. Он идёт прямо, чтобы противостоять своему брату. Осман стреляет первым в Бахара, который бежит на него топором. Он многократно стреляет в Хасана, но он удаётся свергнуть брата и утопить его. Тело Османа омывает шлюз на фермы, которые он был лишён воды.

## В ролях
- Ульви Доган — Хасан, главный протагонист, брат Османа
- Хюлья Кочюгит — Бахар, жена Хасана
- Эрол Таш — Коджабаш Осман, брат Хасана
- Хаккы Хактан — Вели Сары
- Алаэттин Алтыок
- Зеки Тюней
- Явуз Ялынкылыч

## Производство
Фильм был снят в том месте, где Неджати Джумалы, автор рассказа, которую он экранизировал, когда-то был юристом, в деревне Бадемлер в Урлинском районе Измира. Рассказ основан на наблюдениях автора тех лет. В фильме, посвящённом теме водных и земельных споров, сельские жители приняли участие в качестве статистов. Съёмки, которые начались в 1963 году, закончились многолюдной командой за девять месяцев.
После этого фильм был положен на полку, и начались нескончаемые споры между режиссёром Метином Эрксаном и продюсером, а также одним из ведущих актёров, Ульви Доганом. Он был художником по костюмам и стилистом, который по прихоти вошёл в кинотеатр, тайно переправил в Европу в багажнике автомобиля и изменил имя на Метин Эрксан на Берлинский кинофестиваль. Когда фильм получил Золотой приз фестиваля и добился большого успеха в Европе, правительство решило на этот раз вернуть свою репутацию фильму, но так и не получилось.

## Награды и номинации
Фильм получил главный приз «Золотой медведь» на 14-м Берлинском международном кинофестивале, а также приз Биеннале на 29-й Венецианском кинофестивале. Этот фильм стал первым турецким фильмом, который был номинирован в номинации Премия «Оскар» за лучший фильм на иностранном языке 37-й кинопремии Оскар, но в окончательный список так и не попал

## Наследие
Фильм стал первым турецким фильмом, о котором узнал весь мир. Это продолжает тему собственничества, которую Эрксан ранее уже показана в предыдущем фильме Месть змеев
Этот фильм занимает первое место в списке «100 лучших фильмов в Турции» по мнению Министерства культуры и туризма Турции 